# Ein Hashlosha
Ein Hashlosha (hébreu : עֵין הַשְּלֹשָה, la Source des Trois) est un kibboutz créé dans l'ouest du désert du Néguev, dans le sud d'Israël dans les années 1950, par le mouvement Hanoar Hatzioni (Jeunesse sioniste), aujourd'hui près de l'entrée de la bande de Gaza. Il a été principalement fondé par des sud-américains, et demeure l’un des choix favori d’implantation des émigrants d’Amérique du Sud. Il dépend du conseil régional d'Eshkol dans le district sud.

## Histoire
Le kibboutz a été créé par des membres d’un noyau de jeunes sionistes d’Amérique latine, formé au kibboutz Nitzanim. Les baraquements provisoires du kibboutz se situaient, en juin 1950, à Neve Yaïr. Ce site comportait des casernes préfabriquées, des champs cultivés et du matériel laissés par les habitants. Le site définitif a été investi, début novembre 1950, à environ 2,5 kilomètres au sud,.
Les premières années, le kibboutz a été harcelé par des commandos égyptiens infiltrés. Un kibboutznik sur un tracteur a été tué et son ami a été blessé,. En mai 1955, ce village ainsi que le kibboutz Nirim ont souffert du pilonnage de l'armée égyptienne. Les infiltrations se sont poursuivies même après le retrait israélien de Gaza après la campagne du Sinaï en 1956.
Le 15 janvier 2008, un volontaire du kibboutz a été tué par des tirs isolés depuis la Bande de Gaza. Pendant l'opération de Tsahal dans la région, un tunnel terroriste a été découvert en octobre 2013, d'environ un kilomètre de long, de la bande de Gaza au réservoir d'eau près du kibboutz.
Ein Hashelosha était le territoire où le plus grand nombre de roquettes est tombé lors de l’opération Pilier de nuages, et le deuxième obus de mortier en importance lors de l'opération Bordure protectrice en 2014. Au cours de celle-ci, en raison du danger, il a été décidé d'évacuer les familles avec enfants et les personnes âgées.
En 2020, l'Hanoar Hatzioni de Bruxelles a renommé son local (ken) au nom du kibboutz.
Le 7 octobre 2023, lors de l'attaque du Hamas contre Israël, le kibboutz est pris d'assaut faisant quatre victimes. Lors de cette attaque de nombreuses personnes sont enlevées.

## Statut administratif
En tant que peuplement ou établissement agricole dans une zone de développement, les travailleurs qui déménagent dans une localité et y vivent pendant au moins six mois consécutifs bénéficient du fait que s’ils démissionnent de leur emploi, la démission est considérée comme un licenciement. En tant que l'une des communautés entourant la bande de Gaza, les résidents bénéficient d'un avantage fiscal conformément à l'article 11 de l'ordonnance relative à l'impôt sur le revenu. 

## Activités
Sa production est essentiellement agricole, avec notamment l'élevage industriel de la dinde, une industrie laitière, et quelques unités industrielles.
En mars 2006, plusieurs centaines de volailles sont retrouvées mortes dans ce kibboutz et font craindre aux Israéliens que le pays n'ait été contaminé par la grippe aviaire. Le ministère de l'Agriculture organise une réunion d'urgence, et un plan de quarantaine est à l'étude au cas où il s'avérerait qu'il s'agit bien de la grippe aviaire. Les craintes sont confirmées avec une multiplication des cas recensés en Israël.